# Station Hamoir
Station Hamoir is een spoorwegstation langs spoorlijn 43 in de gemeente Hamoir. Het is nu een stopplaats.

## Treindienst
| Serie       | Treinsoort            | Route | Bijzonderheden             |
| ----------- | --------------------- | --- | -------------------------- |
| L 5550      | L-trein (NMBS)        | Liers – Luik-Guillemins – Rivage – Hamoir – Marloie                                                                            |                            |
| P 7670/8670 | Piekuurtrein (NMBS)   | [ Namen – Sart-Bernard ] / [ Rochefort-Jemelle – [ Libramont ] / [ Hamoir – Rivage – Luik-Guillemins – Luik-Sint-Lambertus ] ] | Rijdt alleen op werkdagen. |
| ICT 6945    | Toeristentrein (NMBS) | Liers – Luik-Guillemins – Rivage – Hamoir – Marloie                                                                            | Rijdt in juli en augustus. |

## Galerij

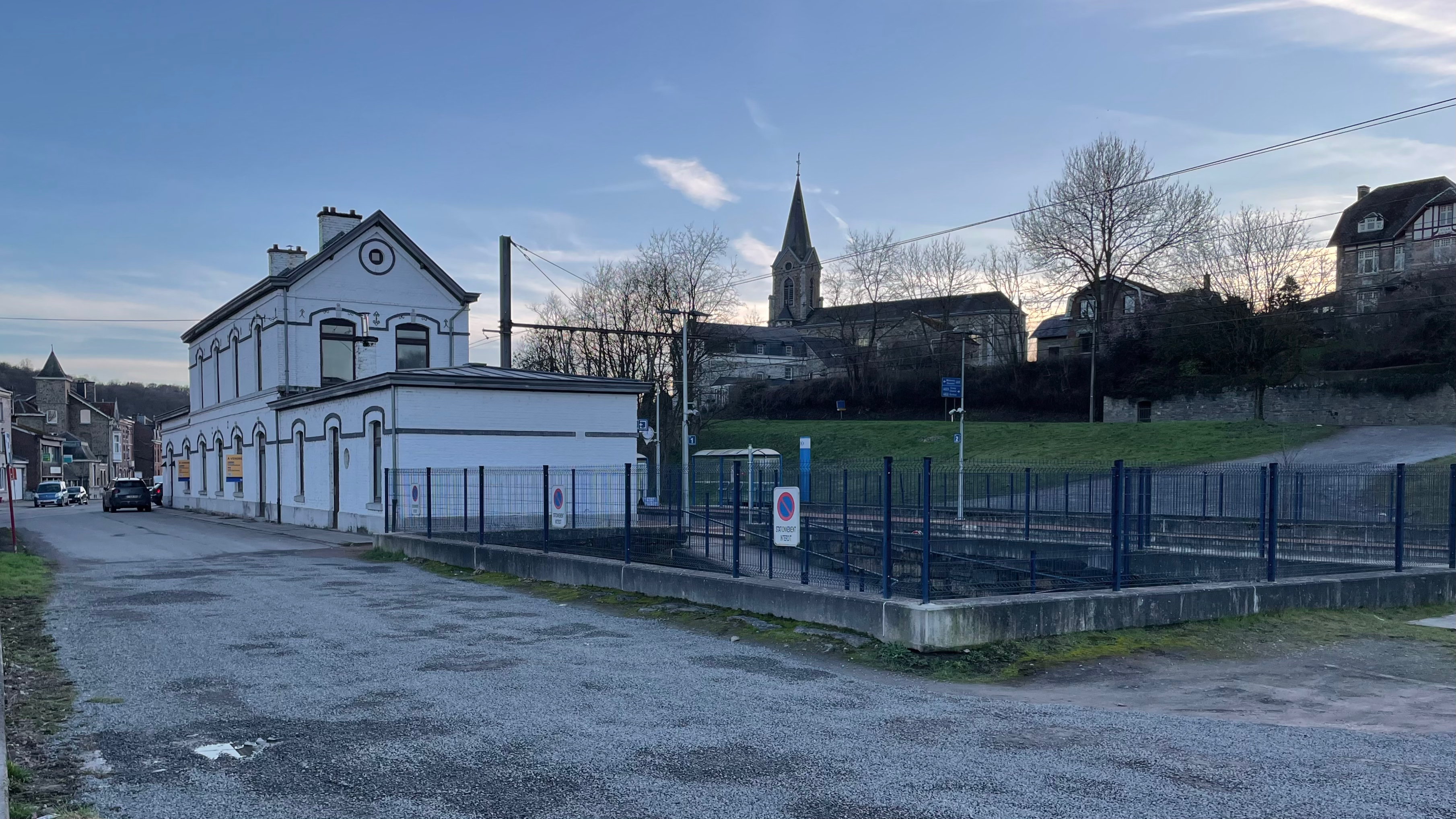
Het station in 2023
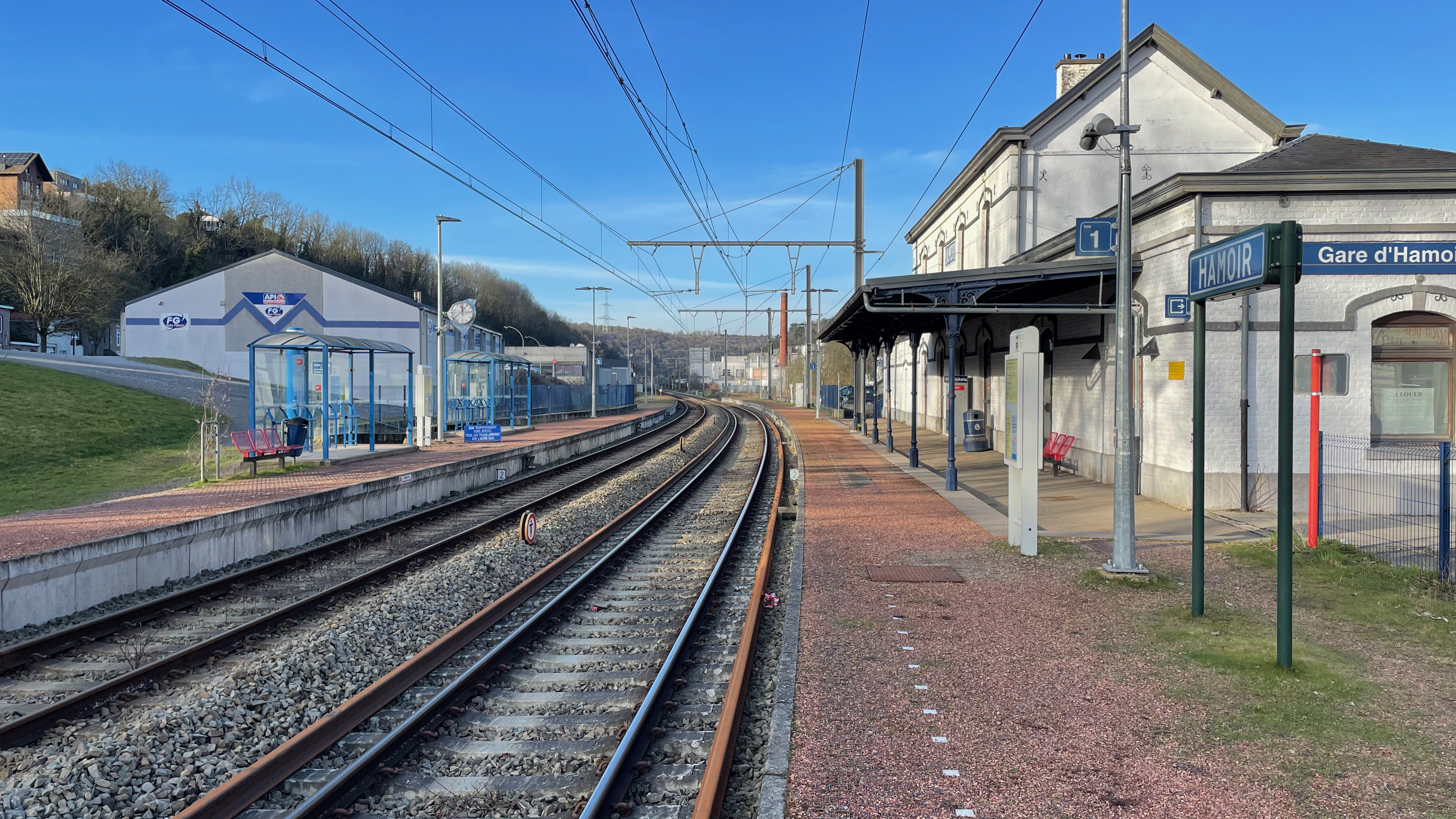
Zicht op het perron
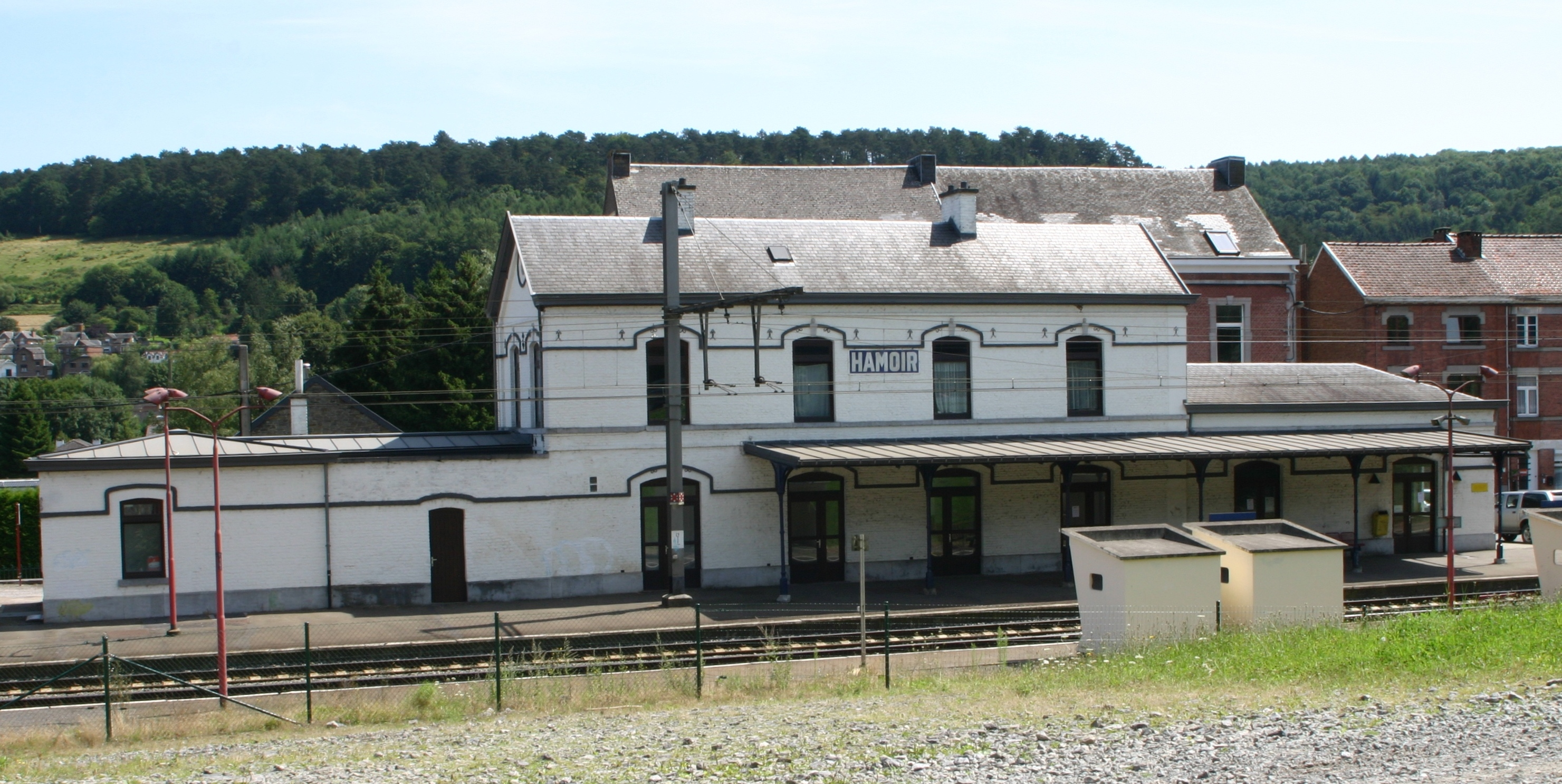
Het stationsgebouw (2007)

## Reizigerstellingen
De grafiek en tabel geven het gemiddeld aantal instappende reizigers weer op een week-, zater- en zondag.
| Tabel: aantal instappende reizigers station Hamoir | Tabel: aantal instappende reizigers station Hamoir | Tabel: aantal instappende reizigers station Hamoir | Tabel: aantal instappende reizigers station Hamoir |
|                                                    | Weekdag                                            | Zaterdag                                           | Zondag                                             |
| -------------------------------------------------- | -------------------------------------------------- | -------------------------------------------------- | -------------------------------------------------- |
| 1977                                               | 232                                                | 88                                                 | 72                                                 |
| 1978                                               | 246                                                | 95                                                 | 75                                                 |
| 1979                                               | 273                                                | 113                                                | 70                                                 |
| 1980                                               | 232                                                | 83                                                 | 74                                                 |
| 1981                                               | 273                                                | 93                                                 | 63                                                 |
| 1982                                               | 282                                                | 103                                                | 58                                                 |
| 1983                                               | 284                                                | 76                                                 | 62                                                 |
| 1984                                               | 249                                                | 87                                                 | 4                                                  |
| 1985                                               | 252                                                | 119                                                | 86                                                 |
| 1986                                               | 278                                                | 92                                                 | 105                                                |
| 1987                                               | 247                                                | 60                                                 | 132                                                |
| 1988                                               | 280                                                | 103                                                | 109                                                |
| 1989                                               | 202                                                | 107                                                | 107                                                |
| 1990                                               | 202                                                | 98                                                 | 83                                                 |
| 1991                                               | 197                                                | 78                                                 | 116                                                |
| 1992                                               | 181                                                | 96                                                 | 92                                                 |
| 1993                                               | 185                                                | 57                                                 | 94                                                 |
| 1994                                               | 194                                                | 48                                                 | 94                                                 |
| 1995                                               | 164                                                | 64                                                 | 54                                                 |
| 1996                                               | 191                                                | 102                                                | 141                                                |
| 1997                                               | 199                                                | 63                                                 | 99                                                 |
| 1998                                               | 166                                                | 74                                                 | 107                                                |
| 1999                                               | 146                                                | 52                                                 | 120                                                |
| 2000                                               | 145                                                | 78                                                 | 62                                                 |
| 2001                                               | 141                                                | 52                                                 | 50                                                 |
| 2002                                               | 150                                                | 80                                                 | 90                                                 |
| 2003                                               | 149                                                | 67                                                 | 99                                                 |
| 2004                                               | 165                                                | 72                                                 | 144                                                |
| 2005                                               | 159                                                | 82                                                 | 110                                                |
| 2006                                               | 156                                                | 63                                                 | 64                                                 |
| 2007                                               | 158                                                | 74                                                 | 119                                                |
| 2008                                               | -                                                  | -                                                  | -                                                  |
| 2009                                               | 240                                                | 96                                                 | 114                                                |
| 2010                                               | -                                                  | -                                                  | -                                                  |
| 2011                                               | -                                                  | -                                                  | -                                                  |
| 2012                                               | 245                                                | 104                                                | 105                                                |
| 2013                                               | 257                                                | 78                                                 | 93                                                 |
| 2014                                               | 273                                                | 70                                                 | 84                                                 |
| 2015                                               | 232                                                | 99                                                 | 117                                                |
| 2016                                               | 239                                                | 85                                                 | 75                                                 |
| 2017                                               | 260                                                | 66                                                 | 68                                                 |
| 2018                                               | 269                                                | 84                                                 | 79                                                 |
| 2019                                               | 208                                                | 65                                                 | 56                                                 |
| 2020                                               | 149                                                | 48                                                 | 52                                                 |
| 2021                                               | -                                                  | -                                                  | -                                                  |
| 2022                                               | 286                                                | 58                                                 | 71                                                 |
| 2023                                               | 265                                                | 64                                                 | 78                                                 |
| 2024                                               | 336                                                | 103                                                | 131                                                |

0,0: Angleur ·
1,2: Streupas ·
2,7: Sauheid ·
4,7: Colonster ·
5,3: Sainval ·
6,9: Tilff ·
10,2: Méry ·
11,6: Hony ·
12,6: Esneux ·
14,2: Souverain-Pré ·
15,2: La Gombe ·
16,3: Poulseur ·
18,0: Chanxhe ·
20,1: Rivage ·
21,0: Comblain-au-Pont ·
23,4: Comblain-la-Tour ·
29,4: Hamoir ·
33,4: Sy ·
37,1: Bomal ·
40,4: Barvaux ·
44,2: Biron ·
49,9: Melreux-Hotton ·
54,0: Marenne ·
58,7: Marche-en-Famenne ·
62,0: Marloie